# Louis Auvert
Louis Auvert est un ingénieur ferroviaire français né le 6 août 1857 à Moulins-Engilbert et mort le 3 septembre 1930 à Paris. Il fait carrière à la Compagnie des chemins de fer de Paris à Lyon et à la Méditerranée (PLM) et se spécialise dans l'étude des systèmes liés à l'alimentation et à la traction électrique. Il est à partir de 1898 ingénieur principal du matériel pour le domaine des installations électriques de la compagnie. Ses nombreuses contributions et innovations font de lui l'un des pionniers de la traction électrique en France bien que le PLM se montre réticent à étendre l'électrification de ses lignes en dehors de quelques essais et de certaines lignes de montagne.

## Biographie
Louis René Auvert est né le 6 août 1857 à Moulins-Engilbert. Il est le fils de Jules-Achille Auvert, notaire dans cette même ville, et de Joséphine-Louise Miron. Élève au lycée Fontanes à Paris, il remporte le premier prix du concours général des lycées en 1874 pour la discipline Mathématiques, cosmographie et mécanique. Il devient élève de l'École polytechnique au sein de la promotion 1876,.
Il intègre le PLM le 22 mars 1880 comme monteur aux ateliers d'Oullins. De 1880 à 1888, il est successivement chauffeur, mécanicien, chef mécanicien, sous-chef de dépôt et chef de dépôt. Il emménage ensuite à Paris et devient sous-chef de traction en 1888 puis ingénieur du matériel en 1890. Il est finalement promu ingénieur principal du matériel pour les installations électriques du PLM en 1898.
Sur proposition du ministre des Travaux publics, il est nommé chevalier de la Légion d'honneur par décret du 31 mai 1902,. Louis Auvert meurt le 3 septembre 1930 à son domicile parisien du boulevard Henri-IV,.

## Projets et travaux
Louis Auvert est l'un des pionniers de la traction électrique en France,. Dès 1894, Auvert supervise la mise en place de la traction électrique sur l'embranchement minier de Saint-Étienne-Le Clapier à La Béraudière,. En raison des mouvements de terrain dus à l'exploitation minière, l'un des tunnels de la ligne doit être renforcé avec une structure en bois qui engage le gabarit des machines à vapeur. Pour les remplacer, la locomotive électrique E 2 est construite et la ligne est équipée d'un troisième rail pour son alimentation. L'expérience ne dure que deux ans mais reste la première tentative d'électrification d'une ligne par une des anciennes grandes compagnies françaises de chemin de fer.
Louis Auvert conçoit la locomotive 1B E 1 qui est achevée en 1897. Alimentée par accumulateurs électriques, elle est soumise à des essais entre Paris et Melun. Bien qu'il s'agisse de la première locomotive électrique à atteindre les 100 km/h, les défaillances des accumulateurs font que cette expérience ne connaît pas de suite industrielle directe. Auvert se penche également sur l'électrification de la ligne de Saint-Gervais-les-Bains-Le Fayet à Vallorcine et propose une solution permettant de s'affranchir d'une crémaillère malgré des rampes de 90 ‰. Tous les véhicules qui constituent une rame sont automoteurs et sont alimentés par troisième rail. Avec Alphonse Ferrand, il étudie une locomotive de classification 2B+B2 qui est essayée avec succès entre les gares de Grasse et de Mouans-Sartoux à partir de 1910,. Le fonctionnement de cette locomotive repose sur un redresseur type Auvert et Ferrand embarqué sur la machine. Enfin, entre 1923 et 1925, Louis Auvert intervient dans l'étude de l'électrification de la ligne de la Maurienne entre Culoz et Modane. Il conçoit à ce titre la 242 CE 1 qui est l'une des locomotives prototypes à troisième rail étudiées pour cette ligne et qui est construite par Fives-Lille. Elle est détruite par un incendie en 1927 après avoir parcouru 6 889 km seulement.

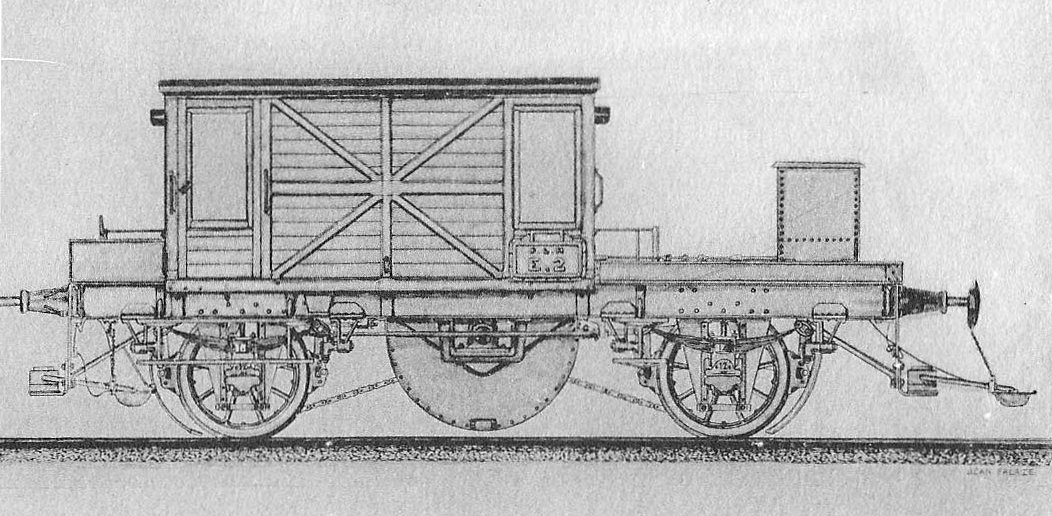
B E 2 (Le Clapier à La Béraudière).
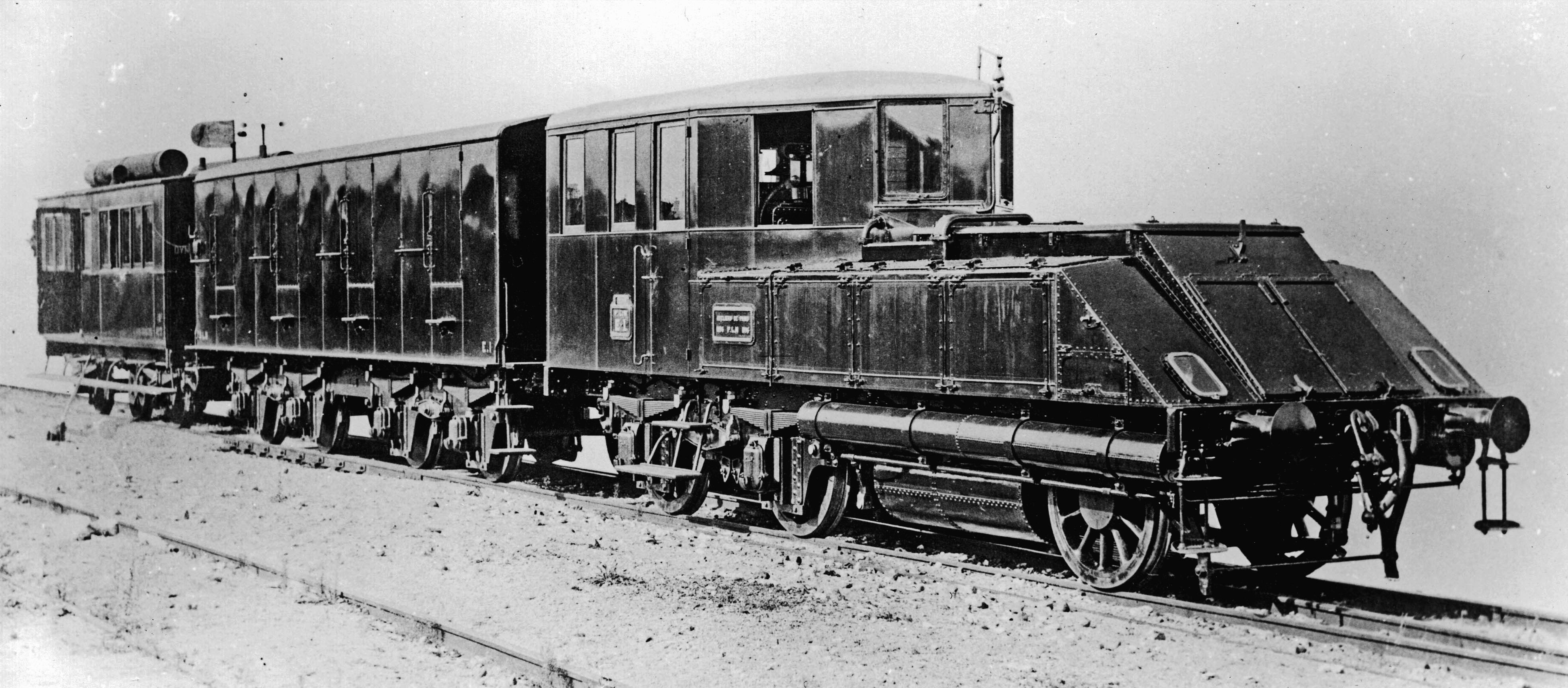
1B E 1 (essais entre Paris et Melun).
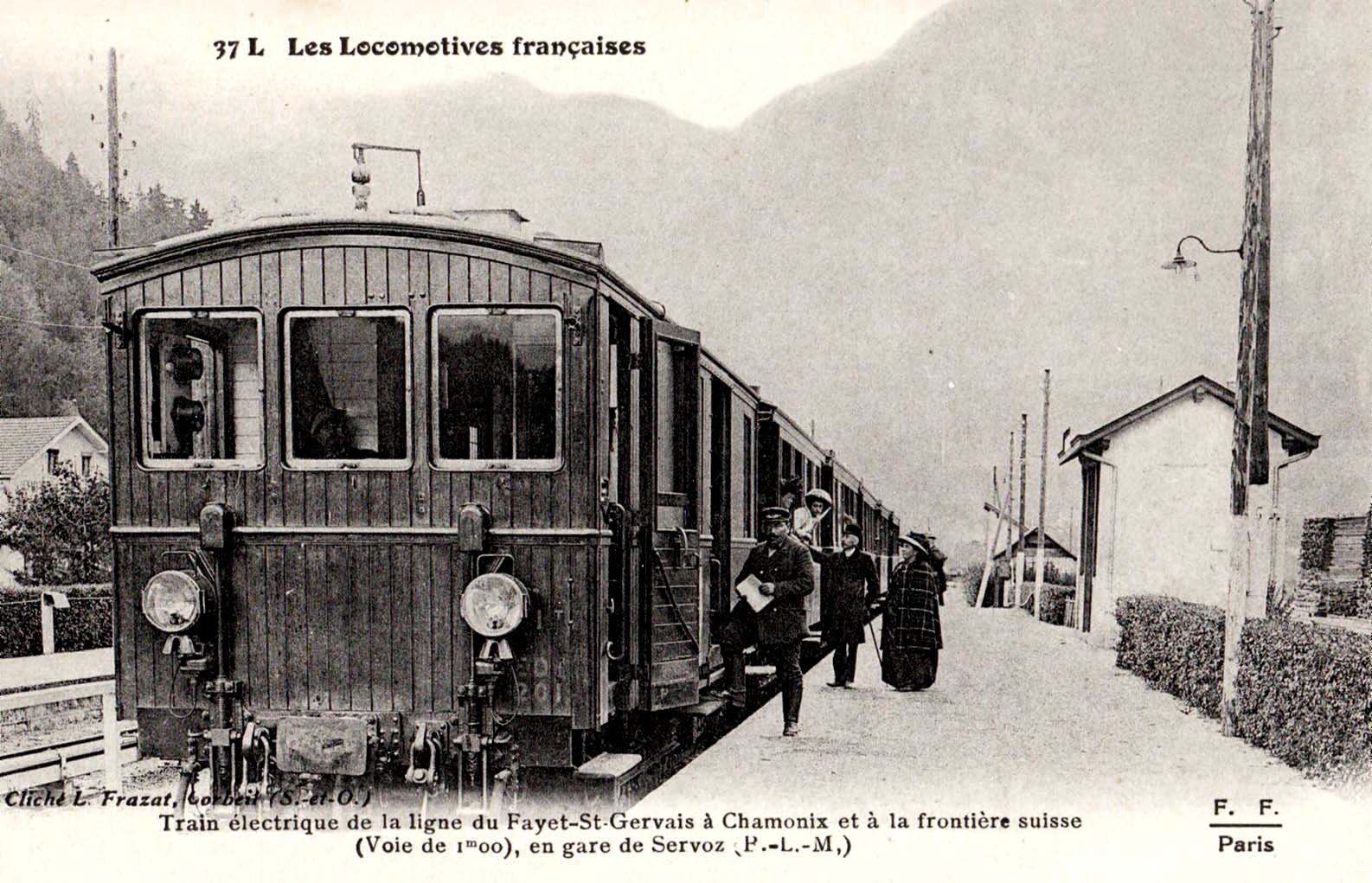
Z 201 (Saint-Gervais à Vallorcine).
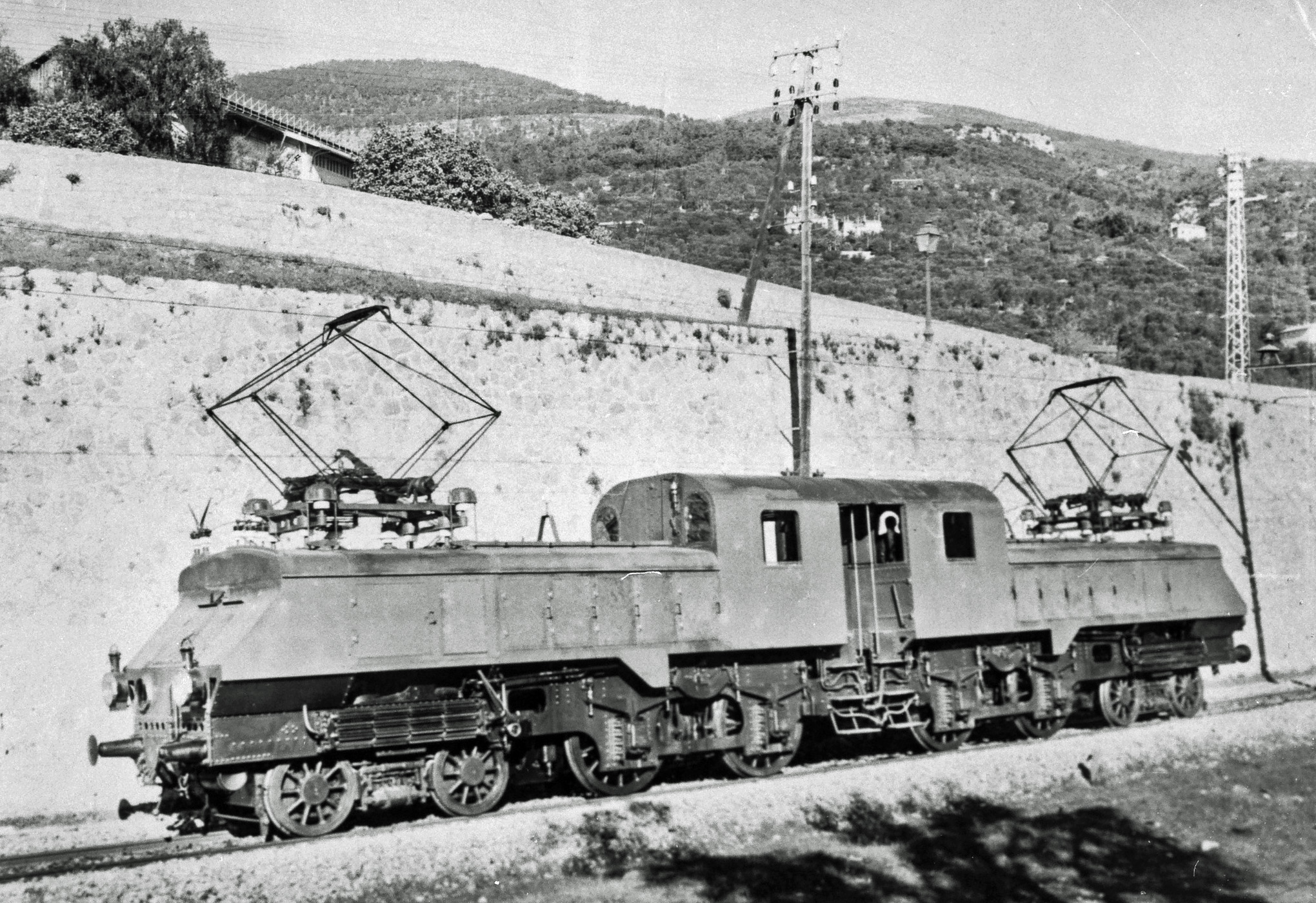
2B+B2 Auvert et Ferrand (essais entre Mouans-Sartoux et Grasse.
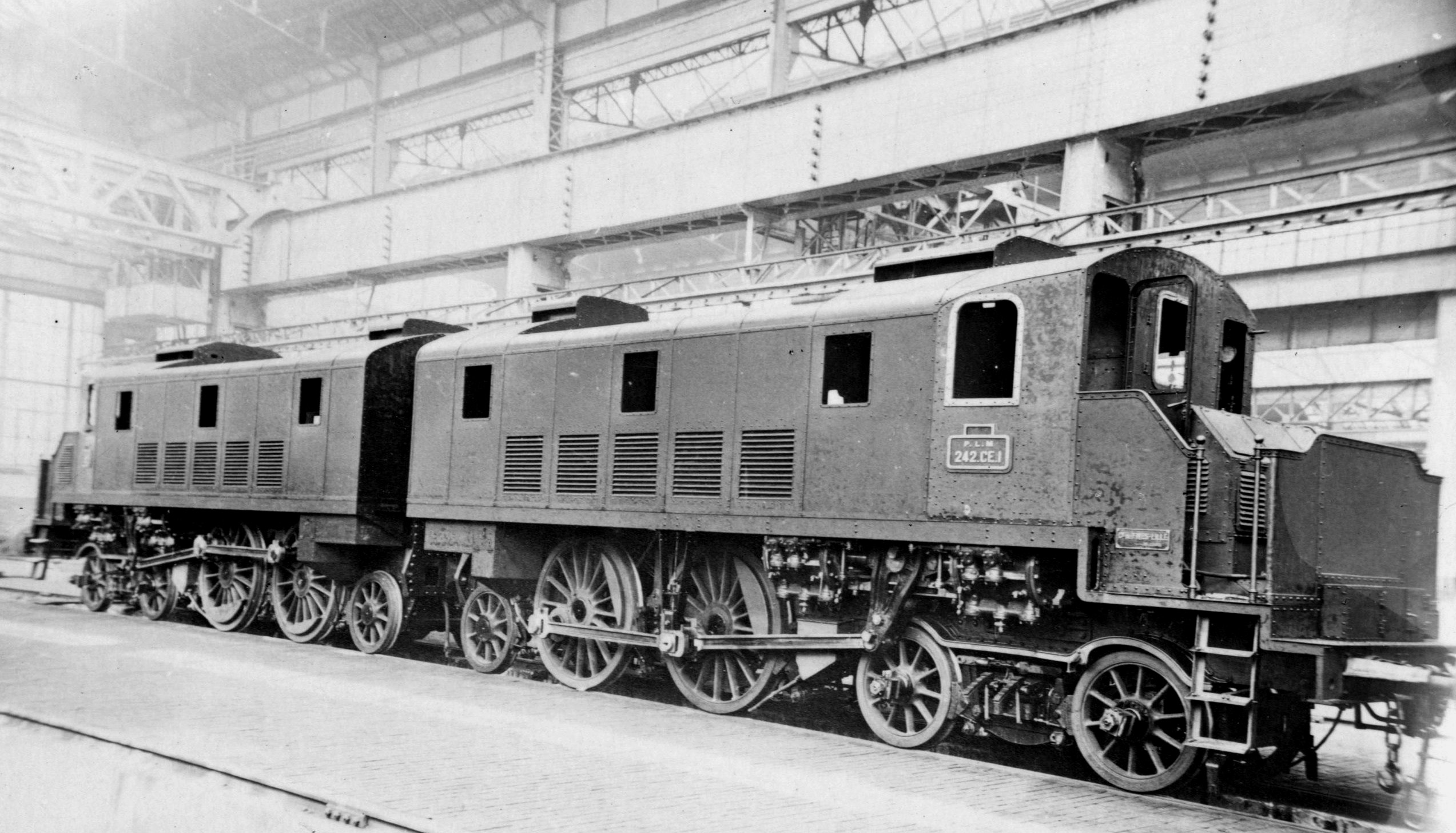
242 CE 1 (ligne de la Maurienne).

Cependant, le PLM reste une compagnie vaporiste réticente à étendre son réseau de lignes électrifiées malgré le succès de plusieurs des expériences de Louis Auvert. Il demeure malgré tout un spécialiste reconnu internationalement de la traction électrique ferroviaire. Il rédige ainsi de nombreux articles pour la Revue générale des chemins de fer et est rapporteur à plusieurs éditions du Congrès international des chemins de fer.

## Distinctions
- Chevalier de la Légion d'honneur